# Jamal Mohammed
Jamal Mohammed (ur. 24 listopada 1984 w Nairobi) – kenijski piłkarz grający na pozycji defensywnego pomocnika. Od 2011 roku jest zawodnikiem klubu FCM Târgu Mureș.

## Kariera klubowa
Karierę piłkarską Mohammed rozpoczął w klubie Mathare United z Nairobi. W sezonie 2003/2004 zadebiutował w nim w kenijskiej Premier League. W Mathare United grał do 2006 roku. Wtedy też przeszedł do ghańskiego Liberty Professionals, w którym spędził rok.
W 2007 roku Mohammed został zawodnikiem izraelskiego drugoligowca, Hapoelu Nacerat Illit. Latem 2007 trafił do szwedzkiego drugoligowca Enköpings SK. W 2008 roku spadł z nim do trzeciej ligi.
W 2009 roku Kenijczyk odszedł z Enköpings do Kazma Sporting Club z Kuwejtu. W 2011 roku zdobył z nim Puchar Emira.
Latem 2011 roku Mohammed przeszedł do rumuńskiego FCM Târgu Mureș. Zadebiutował w nim 30 lipca 2011 w przegranym 0:2 domowym meczu z CFR 1907 Kluż.
| Sezon   | Klub                  | Kraj    | Rozgrywki      | Mecze | Bramki |
| ------- | --------------------- | ------- | -------------- | ----- | ------ |
| 2003/04 | Mathare United        | Kenia   | Premier League | ?     | ?      |
| 2004/05 | Mathare United        | Kenia   | Premier League | ?     | ?      |
| 2005/06 | Mathare United        | Kenia   | Premier League | ?     | ?      |
| 2006/07 | Liberty Professionals | Ghana   | Premier League | ?     | ?      |
| 2006/07 | Hapoel Nacerat Illit  | Izrael  | Liga Leumit    | 11    | 1      |
| 2007    | Enköpings SK          | Szwecja | Superettan     | 9     | 0      |
| 2008    | Enköpings SK          | Szwecja | Superettan     | 24    | 2      |
| 2009    | Enköpings SK          | Szwecja | Division 1     | 12    | 2      |
| 2009/10 | Kazma Sporting Club   | Kuwejt  | Premier League | 21    | 2      |
| 2010/11 | Kazma Sporting Club   | Kuwejt  | Premier League | ?     | ?      |
| 2011/12 | FCM Târgu Mureș       | Rumunia | Liga I         |       |        |

## Kariera reprezentacyjna
W reprezentacji Kenii Mohammed zadebiutował w 2007 roku.